# 理水
理水，日本稱為遣水，是東亞園林中的一個主題，有時又稱做水體。水在東亞藝術、文學、風水中代表相當多的涵義，因此如何讓水在園中常保流動，隨四季有不同的景觀，乃至於假山、小瀑的意境和音樂效果，都是理水方式所重視的。
一般最簡單的理水方式是造池，然而簡單的池中也有相當多細節，如池中植物的種植，是否要養水族的考量，池水要如何循環流動，和它週圍的布景，如亭子的方位，進園的走向等，古籍中往往有所記載。比較進階的理水方式，則將池的規模擴大到水路的安排，如恰好園外有溪，則想辦法將它引進到園中來，或是起假山，造小型瀑布如簾。更大型的理水方式則擴充至人工湖泊跟水路的營造，湖中甚至有小島，小溪則有造橋等。
經典的東亞園林中，理水方式皆具有巧妙的對比，如中國園林有池如鏡，也有瀑如簾，一動一靜，以符合中國園林最終追求的「天人合一」境界。日本庭園的理水方式不限於用真水，還有以沙石模仿自然水體的枯山水。

## 外部連結
- 苏州园林大治水